# Ludwig Beissner
Ludwig Beissner (* 6. Juli 1843 in Ludwigslust; † 21. Dezember 1927) war ein deutscher Gärtner und Dendrologe. Sein offizielles botanisches Autorenkürzel lautet „Beissn.“

## Leben
Nachdem er Inspektor des Botanischen Gartens Braunschweig gewesen war, amtierte Beissner von 1887 bis 1913 als Inspektor des Botanischen Gartens Bonn. Seine vor allem im Jahr 1890 vorgenommenen Anpflanzungen bildeten die Grundlage für den heutigen Altbestand im Arboretum des Botanischen Gartens. Beissners Werke Handbuch der Nadelholzkunde und Handbuch der Laubholzkunde galten lange Zeit als führend.
Beissner war zudem Geschäftsführer der Deutschen Dendrologischen Gesellschaft und schrieb regelmäßig Beiträge für deren Mitteilungen. In dem Blatt berichtete er ferner über die Aktivitäten der Gesellschaft, beispielsweise anlässlich der Danziger Jahresversammlung 1911 über eine Exkursion in das 1875 im Königlichen Forst Wirthy begründete Arboretum Wirty.

## Werke
- Handbuch der Nadelholzkunde. Parey-Verlag, Berlin 1891, doi:10.5962/bhl.title.15661. (2. Auflage, 1909 doi:10.5962/bhl.title.21664) und (3. Auflage, 1930)
- Handbuch der Laubholzkunde Parey-Verlag, Berlin 1891, Digitalisat
- Mitteilungen der Deutschen Dendrologischen Gesellschaft, Bonn 1901. Digitalisat